# 1RXS J160929.1-210524
1RXS J160929.1-210524（以下、1RXS 1609と略す）は、さそり座の方角に地球からおよそ470光年の距離にある、前主系列星である。

## 特徴
| 太陽 | 1RXS J160929.1-210524 |
| ---- | --------------------- |
| 太陽 | Exoplanet             |

1RXS 1609は、リチウムの組成やX線の放射、HR図上での位置などから考えて、さそり座-ケンタウルス座アソシエーションの中の上部さそり座小グループの一員である若い天体と同定されている。そのスペクトルから、1RXS 1609は太陽よりも低温で、スペクトル型はK7またはM0と推定される赤色矮星である。質量は太陽の8-9割程度、表面温度は4,000K強と推定される。上部さそり座グループの年齢はとても若く、A3型より高温の星でなければ、主系列段階まで進化していないと考えられ、1RXS 1609のような質量の小さい星は、前主系列段階にとどまっているとみられる。当初、このアソシエーションの年齢は500万年と見積もられたが、その後の分析で1100万年と修正され、1RXS 1609の年齢も同程度と考えられている。

## 伴天体

### 発見
2008年9月、ジェミニ北望遠鏡での撮像観測から、太陽系外惑星"1RXS J160929.1-210524 b"（以下、1RXS 1609 bと略す）の検出が発表された。画像に写った惑星は、質量が木星の8倍くらいあり、中心星からおよそ330AU（500億km）の距離にあるとみられた。発見者らは2010年、1RXS 1609 bの固有運動を調べ、この天体が1RXS 1609の周りを公転し、重力的に結び付いていることを確認した。母星からこれほど離れた位置を公転する既知の惑星としては、最も小さいものになる。また、1RXS 1609は、直接撮像によって「恒星」系で発見された初めての惑星質量天体でもある。それまでに撮像された惑星質量天体は、自由浮遊惑星や褐色矮星を公転する惑星（2M1207 b）、或いは惑星よりも褐色矮星である可能性が高い天体である。

### 疑問
惑星が母星から非常に遠くにあるというのは、現在の惑星系形成理論に反している。なぜならば、核への降着の過程でこの距離に惑星が形成されるのにかかる時間は、推定される母星の年齢よりも大幅に長くなってしまうからである。これを回避する一つの可能性としては、惑星は母星にもっと近い位置で形成された後、原始惑星系円盤や他の惑星との相互作用によって、遠い軌道へと移動した、ということが考えられる。惑星が現在の位置で、重力不安定性によって形成されたという仮説もあるが、そのためには質量が異常に大きい原始惑星系円盤が必要となる。
1RXS 1609 bの発見後、上部さそり座グループの年齢が高く修正されたことにより、1RXS 1609 bの質量もより大きく、木星の14倍程度とされた。1RXS 1609星系の年齢が上がることで、低質量褐色矮星の進化理論に基づく推定質量が大きくなった。このことで、1RXS 1609 bは褐色矮星で、連星系の形成と似たような経緯で形成された可能性がでてきた。その後の観測と分析でも、1RXS 1609 bの質量は木星の12倍から16倍と、惑星と褐色矮星の境界付近の値が求められている上、1RXS 1609 bには母星よりもずっと大きい減光がみられ、星周円盤の存在が予想されている。これは、惑星では考えられないことである。

### 特徴
分光観測による推定では、1RXS 1609 bのスペクトル型はL2からL4で、表面温度は1,700から2,000K、光度は太陽の0.03から0.04%と求められている。
| 名称 （恒星に近い順） | 質量      | 軌道長半径 （天文単位） | 公転周期 (日) | 軌道離心率 | 軌道傾斜角 | 半径 |
| --------------------- | --------- | ----------------------- | ------------- | ---------- | ---------- | ---- |
| b                     | 12 ± 1 MJ | ~330                    | —             | —          | —          | —    |